# AP NFL Defensive Player of the Year Award
Le prix du meilleur joueur défensif de la saison régulière NFL (en anglais, AP NFL Defensive Player of the Year award) est attribué depuis 1971 par l'Associated Press (AP) au joueur défensif le plus remarquable de la saison régulière de la National Football League.
Le gagnant est choisi par un panel de 50 journalistes sportifs de l'AP qui couvrent régulièrement la NFL.
Depuis 2011, le prix est décerné la veille du Super Bowl à l'occasion de la cérémonie annuelle des honneurs de la NFL. Lors de cette cérémonie, d'autres prix AP sont décernés et notamment le titre du meilleur joueur offensif de la saison, le prix du NFL MVPet ceux des meilleurs rookies offensif et défensif de la saison.
Lawrence Taylor, J. J. Watt et Aaron Donald sont les seuls triples lauréats de ce prix. Joe Greene, Mike Singletary, Bruce Smith, Reggie White et Ray Lewis l’ont chacun remporté deux fois. Taylor est le seul joueur à remporter ce prix en tant que rookie en 1981. En 2008, James Harrison est devenu le seul agent libre non drafté à remporter ce prix. White est le seul joueur à remporter ce prix avec deux équipes différentes puisqu'ille remporte en 1987 avec les Eagles de Philadelphie et en 1998 avec les Packers de Green Bay. Watt est le seul joueur à remporter ce prix à l'unanimité puisqu'en 2014, il reçoit 50 votes sur les 50 possibles. En 2012, il réédite presque cet exploit en recevant 49 votes sur 50.
En fin de saison 2021, les linebackers ont remporté le prix à 17 reprises devançant les defensive ends à 13 reprises. Viennent ensuite les defensive tackles (10), les cornerbacks (6) et les safeties (5). Seuls deux gagnants du trophée ont également remporté à l'issue de la même saison, le trophée de l'AP NFL MVP : le défensive tackle Alan Page en 1971 des Vikings du Minnesota et le linebacker Lawrence Taylor en 1986 des Giants de New York.
T. J. Watt est le dernier récipiendaire du prix.

## Les vainqueurs

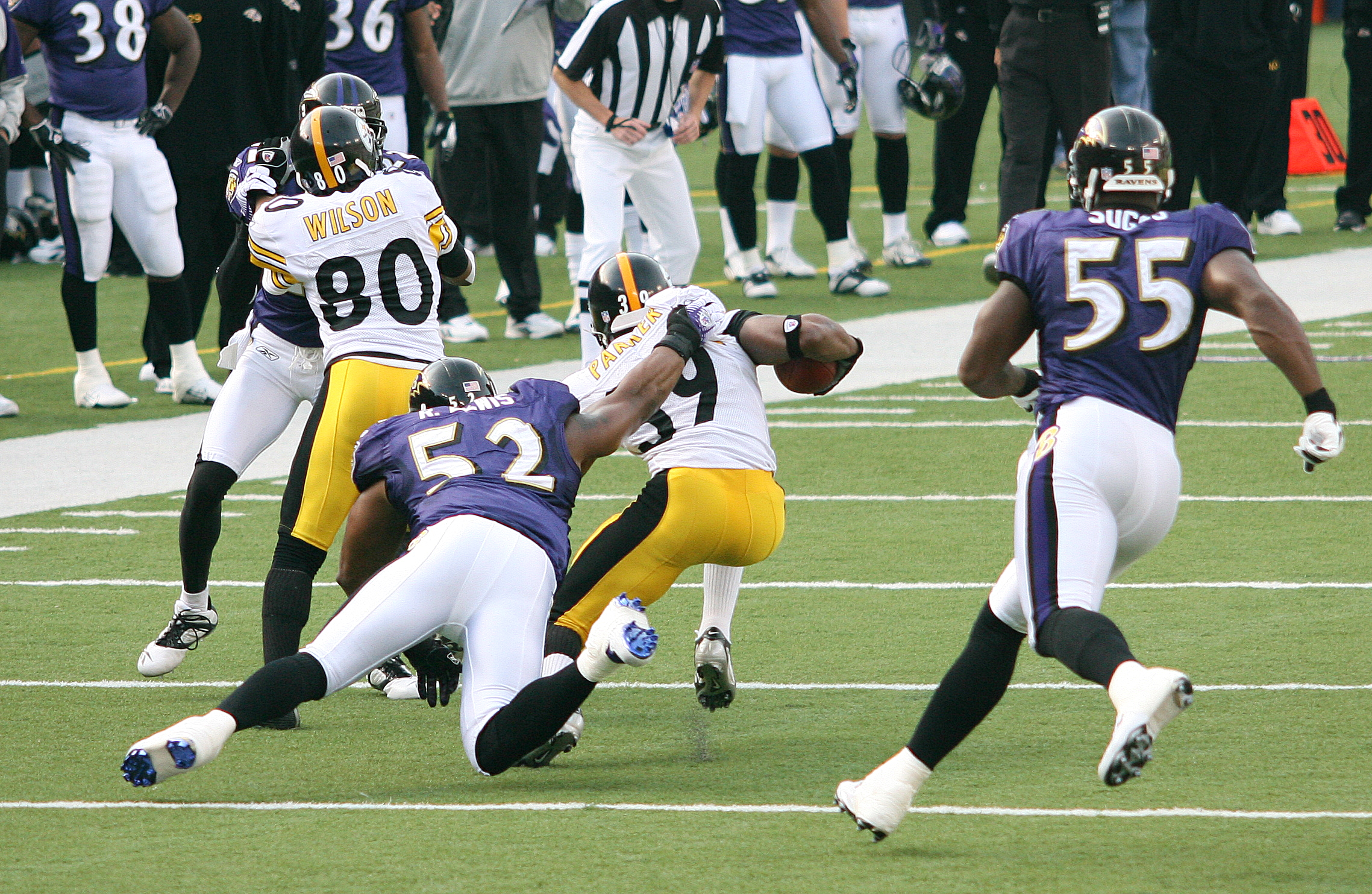
Ray Lewis (No. 52) et Terrell Suggs (No. 55) chacun a gagné le trophée pour les Ravens de Baltimore.

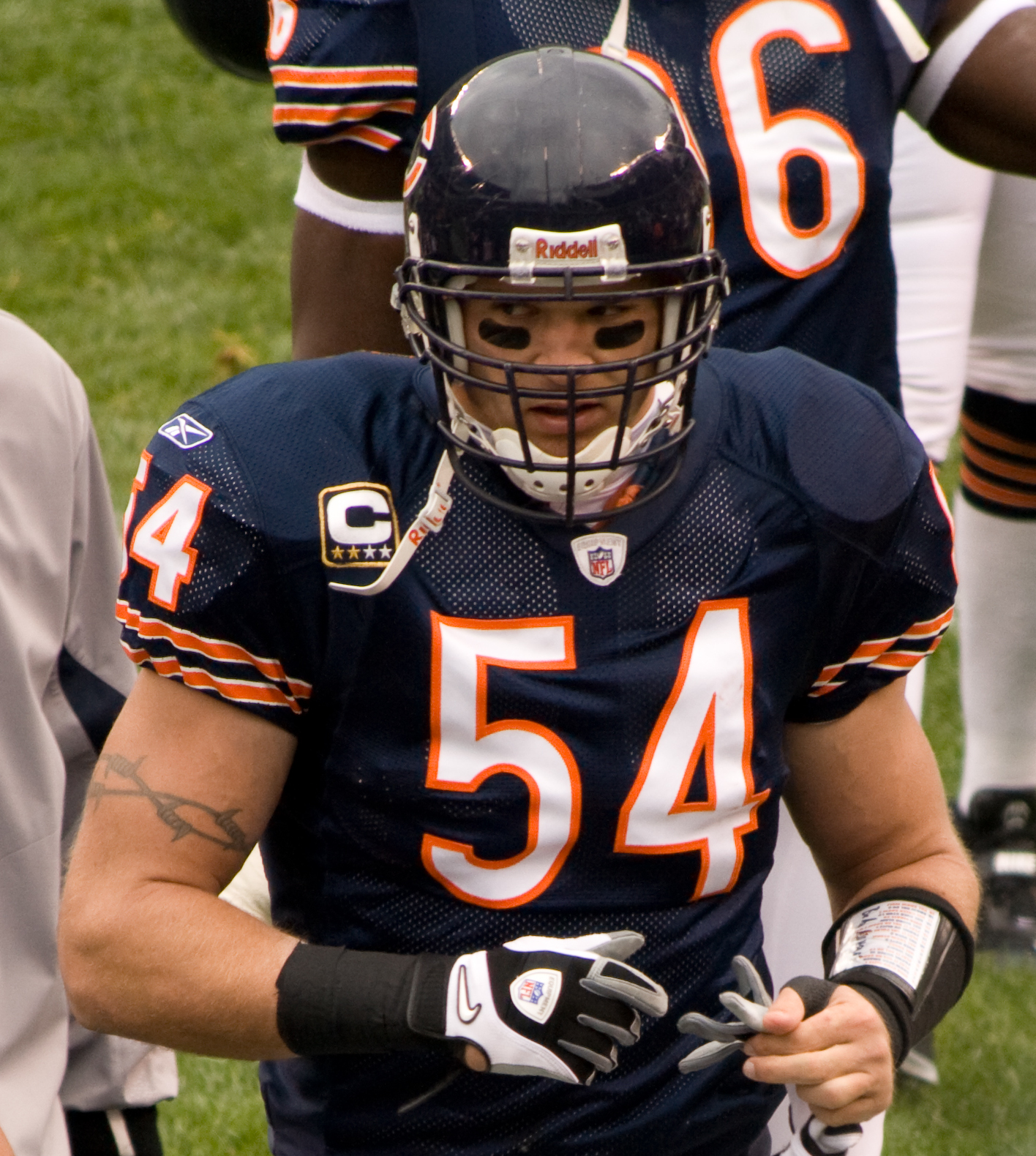
Brian Urlacher l'emporte en 2005 avec les Bears de Chicago.

| Saison | Nom du joueur       | Position         | Équipe NFL                         | Réf(s) |
| ------ | ------------------- | ---------------- | ---------------------------------- | ------ |
| 1971   | Alan Page           | Defensive tackle | Vikings du Minnesota               | [ 8 ]  |
| 1972   | Joe Greene          | Defensive tackle | Steelers de Pittsburgh             | [ 9 ]  |
| 1973   | Dick Anderson       | Safety           | Dolphins de Miami                  | [ 10 ] |
| 1974   | Joe Greene (2)      | Defensive tackle | Steelers de Pittsburgh             | [ 11 ] |
| 1975   | Mel Blount          | Cornerback       | Steelers de Pittsburgh             | [ 12 ] |
| 1976   | Jack Lambert        | Linebacker       | Steelers de Pittsburgh             | [ 13 ] |
| 1977   | Harvey Martin       | Defensive end    | Cowboys de Dallas                  | [ 14 ] |
| 1978   | Randy Gradishar     | Linebacker       | Broncos de Denver                  | [ 15 ] |
| 1979   | Lee Roy Selmon      | Defensive end    | Buccaneers de Tampa Bay            | [ 16 ] |
| 1980   | Lester Hayes        | Cornerback       | Raiders d'Oakland                  | [ 17 ] |
| 1981   | Lawrence Taylor     | Linebacker       | Giants de New York                 | [ 18 ] |
| 1982   | Lawrence Taylor (2) | Linebacker       | Giants de New York                 | [ 19 ] |
| 1983   | Doug Betters        | Defensive end    | Dolphins de Miami                  | [ 20 ] |
| 1984   | Kenny Easley        | Safety           | Seahawks de Seattle                | [ 21 ] |
| 1985   | Mike Singletary     | Linebacker       | Bears de Chicago                   | [ 22 ] |
| 1986   | Lawrence Taylor (3) | Linebacker       | Giants de New York                 | [ 23 ] |
| 1987   | Reggie White        | Defensive end    | Eagles de Philadelphie             | [ 24 ] |
| 1988   | Mike Singletary (2) | Linebacker       | Bears de Chicago                   | [ 25 ] |
| 1989   | Keith Millard       | Defensive tackle | Vikings du Minnesota               | [ 26 ] |
| 1990   | Bruce Smith         | Defensive end    | Bills de Buffalo                   | [ 27 ] |
| 1991   | Pat Swilling        | Linebacker       | Saints de La Nouvelle-Orléans      | [ 28 ] |
| 1992   | Cortez Kennedy      | Defensive tackle | Seahawks de Seattle                | [ 29 ] |
| 1993   | Rod Woodson         | Cornerback       | Steelers de Pittsburgh             | [ 30 ] |
| 1994   | Deion Sanders       | Cornerback       | 49ers de San Francisco             | [ 31 ] |
| 1995   | Bryce Paup          | Linebacker       | Bills de Buffalo                   | [ 32 ] |
| 1996   | Bruce Smith (2)     | Defensive end    | Bills de Buffalo                   | [ 33 ] |
| 1997   | Dana Stubblefield   | Defensive tackle | 49ers de San Francisco             | [ 34 ] |
| 1998   | Reggie White (2)    | Defensive end    | Packers de Green Bay               | [ 35 ] |
| 1999   | Warren Sapp         | Defensive tackle | Buccaneers de Tampa Bay            | [ 36 ] |
| 2000   | Ray Lewis           | Linebacker       | Ravens de Baltimore                | [ 37 ] |
| 2001   | Michael Strahan     | Defensive end    | Giants de New York                 | [ 38 ] |
| 2002   | Derrick Brooks      | Linebacker       | Buccaneers de Tampa Bay            | [ 39 ] |
| 2003   | Ray Lewis (2)       | Linebacker       | Ravens de Baltimore                | [ 40 ] |
| 2004   | Ed Reed             | Safety           | Ravens de Baltimore                | [ 41 ] |
| 2005   | Brian Urlacher      | Linebacker       | Bears de Chicago                   | [ 42 ] |
| 2006   | Jason Taylor        | Defensive end    | Dolphins de Miami                  | [ 43 ] |
| 2007   | Bob Sanders         | Safety           | Colts d'Indianapolis               | [ 44 ] |
| 2008   | James Harrison      | Linebacker       | Steelers de Pittsburgh             | [ 45 ] |
| 2009   | Charles Woodson     | Cornerback       | Packers de Green Bay               | [ 46 ] |
| 2010   | Troy Polamalu       | Safety           | Steelers de Pittsburgh             | [ 47 ] |
| 2011   | Terrell Suggs       | Linebacker       | Ravens de Baltimore                | [ 48 ] |
| 2012   | J. J. Watt          | Defensive end    | Texans de Houston                  | [ 49 ] |
| 2013   | Luke Kuechly        | Linebacker       | Panthers de la Caroline            | [ 50 ] |
| 2014   | J. J. Watt (2)      | Defensive end    | Texans de Houston                  | [ 51 ] |
| 2015   | J. J. Watt (3)      | Defensive end    | Texans de Houston                  | [ 52 ] |
| 2016   | Khalil Mack         | Defensive end    | Raiders d'Oakland                  | [ 53 ] |
| 2017   | Aaron Donald        | Defensive tackle | Rams de Los Angeles                | [ 54 ] |
| 2018   | Aaron Donald (2)    | Defensive tackle | Rams de Los Angeles                | [ 55 ] |
| 2019   | Stephon Gilmore     | Cornerback       | Patriots de la Nouvelle-Angleterre | [ 56 ] |
| 2020   | Aaron Donald (3)    | Defensive tackle | Rams de Los Angeles                | [ 57 ] |
| 2021   | T. J. Watt          | Linebacker       | Steelers de Pittsburgh             | [ 58 ] |
| 2022   | Nick Bosa           | Defensive end    | 49ers de San Francisco             | [ 59 ] |
| 2023   | Myles Garrett       | Defensive end    | Browns de Cleveland                | [ 60 ] |
| 2024   | Patrick Surtain II  | Cornerback       | Broncos de Denver                  | [ 61 ] |